# بوكر تي جونز
بوكر تي جونز (بالإنجليزية: Booker T. Jones)‏ هو عازف قيثارة وملحن وعازف بيانو ومغني ومنتج أسطوانات وكاتب أغاني أمريكي، ولد في 12 نوفمبر 1944 في ممفيس في الولايات المتحدة.

## وصلات خارجية
- الموقع الرسمي
- بوكر تي جونز على موقع IMDb (الإنجليزية)
- بوكر تي جونز على موقع الموسوعة البريطانية (الإنجليزية)
- بوكر تي جونز على موقع ميوزك برينز (الإنجليزية)
- بوكر تي جونز على موقع رولينغ ستون (الإنجليزية)
- بوكر تي جونز على موقع إن إن دي بي (الإنجليزية)
- بوكر تي جونز على موقع أول ميوزيك (الإنجليزية)
- بوكر تي جونز على موقع ديسكوغز (الإنجليزية)
- بوكر تي جونز على موقع قاعدة بيانات الفيلم (الإنجليزية)